# 小泉ひなた
小泉 ひなた（こいずみ ひなた、1999年5月16日 - ）は日本の元女優、元AV女優。新潟県新潟市出身。千葉県在住。

## 経歴
デビュー時は看護学校1年生で、表向きの理由は自分と妹の学費を稼がなければならなかったため。本音はもともと成人漫画と成人ゲームの大ファン（漫画は知るかバカうどんの作品、ゲームでは「BLACK Cyc」）で、合法的に痴漢されたいという思いが募ったこと。またそんなオタクで変人な自分を認めたかったことから自ら事務所に応募したという。なお、AV自体はスーパーマーケットで週刊誌を立ち読みしていた際に、吉沢明歩のヌードを見て「誰だろう？」と思ったのをきっかけに知った。
2019年2月、SODキミホレからSOD Starにレーベル移籍。12月、SOD Starを卒業。2020年2月からアタッカーズおよび本中専属女優となる。
2020年12月8日、自身のTwitterにて、AV女優を引退することを発表した。AV女優時代はRIGHT（2019年よりLIGHT）所属であったが、引退を機に退所。
2021年5月に公開された初主演映画を最後に、表舞台には出ていない。

## 人物
性格は人見知りで控えめ。だが、ツイッタラーである。趣味は芸術鑑賞で好きな有名人は寺山修司。絵画ではサルバドール・ダリが好み。映画はヤン・シュヴァンクマイエル、アレハンドロ・ホドロフスキー監督作品を好む。前述のとおり成人漫画など二次元創作物のファンでもあり、漫画などで見た露出、媚薬、痴漢、ハメ撮り、催眠などをAVというかたちで体感したいという。
初体験は15歳だが、健全な交際をしたのは19歳から。しかし、何回目かのデートの際「ちょっと首を絞めてほしいって提案したら引かれてしまった」ため、すぐに別れている。
デビューが同時期の野々原なずなとは趣味が近いこともあり、SODツイキャス番組で出会って以来友人だった。。2018年に共同イベント、2019年に共作出演を果たしている。
芸名は第1作の監督である星シュートが名付け親。「こーひーちゃん」は配信番組で共演した本庄鈴が命名。

## 作品

### アダルトビデオ

#### 2018年
- 雪国育ちの奥手なむっつりすけべボインちゃん 小泉ひなた AV debut（10月25日、SODクリエイト・君に惚れた！）
- 奥手なボインちゃんに「カメラ目線」で淫語を言わせる 羞恥・赤面・興奮しっぱなし性交 小泉ひなた（11月22日、SODクリエイト・君に惚れた！）
- 小泉ひなた こう見えて巨乳だよ？奥手な性格なのにむっつりすけべなボインちゃん デビュー前の未公開初SEX (11月23日、SODクリエイト・君に惚れた！）※動画のみの販売
- オナニーでアイドリングし感度の上がったグチョ濡れマ○コにズプッとチ○ポ挿入で思わず初イキ!門限までの10時間マン汁飛び散らせずーっとイキまくり! 小泉ひなた（12月20日、SODクリエイト・君に惚れた！）

#### 2019年
- 汗・唾液・潮・失禁…【恥汁】滴りっぱなしじっとり密室SEX12時間  (1月24日、SODクリエイト・君に惚れた！）
- 小泉ひなた SODstar DEBUT!＆中出し解禁 (2月21日、SODクリエイト・SOD Star)
- 小泉ひなた モジモジしながらち○ちんを触ってくるスケベな巨乳妹とナイショの近○相○ (3月21日、SODクリエイト・SOD Star)
- 小泉ひなた×野々原なずな SODstar×青春時代 Wキャスト 激ピスが止まらない幼馴染の絶倫おにいちゃんに犯され続けるニコイチ巨乳[注 2] (4月11日、SODクリエイト・SOD Star)
- 野々原なずな×小泉ひなた SODstar×青春時代 Wキャスト 大好きな先輩を幼馴染2人でご奉仕 夢の逆3P学園[注 2] (4月11日、SODクリエイト・青春時代)
- 小泉ひなた 奥手なモジモジ新人嬢と心も身体も繋がれるイチャラブ風俗 (5月23日、SODクリエイト・SOD Star)
- 小泉ひなた 激しく求め合う濃密接吻と終わらない連射性交 (6月20日、SODクリエイト・SOD Star)
- 小泉ひなた 夏、 汗だく汁まみれびしょ濡れ痴漢 (7月25日、SODクリエイト・SOD Star)
- 小泉ひなた 日帰りで12発射精しちゃうヤリまくりイチャイチャ中出し温泉旅行 (8月22日、SODクリエイト・SOD Star)
- SODstar 11 SEX BUBBLE PARTY 2019 ～プールで感度アゲアゲイキまくり編～ (9月12日、SODクリエイト・SOD Star)  ※Blu-ray  同時発売
- 小泉ひなた むっちりプリケツをありえないほど露出しているデカ尻ノーパン女 (9月26日、SODクリエイト・SOD Star)
- 小泉ひなた 家出少女に好き放題強制エロコスさせてハメ倒した5日間 (11月21日、SODクリエイト・SOD Star)
- SODstar 10 SEX AFTER PARTY 2019 ～クラブでハメハメヌキまくり編～ (11月21日、SODクリエイト・SOD Star)  ※Blu-ray  同時発売
- 小泉ひなた 最上級のイイ女と時間を忘れて一晩中中出しSEX (12月26日、SODクリエイト・SOD Star)

#### 2020年
- 女子大生宅飲み輪姦 (2月7日、アタッカーズ)
- 彼女の妹に愛されすぎてこっそり子作り性活 (2月25日、本中) ※Blu-ray 同時発売[14]
- 陵辱研修5 女子大生調教インターンシップ (3月7日、アタッカーズ)
- NTR BBQ 酔い潰れた彼女が僕の目の前でまわされていた。 (4月7日、アタッカーズ)
- 見つめ合って感じ合い愛を囁き合う濃密中出し性交 (4月11日、本中) ※Blu-ray 同時発売
- 告白3秒前…愛する絶倫巨根男に強制孕ませレ×プで泣きイキッ!! (4月25日、本中)
- 田舎から上京してきた美少女を全身舐めつくし接吻調教。 (5月7日、アタッカーズ)
- 【2枚組】15作品15SEX7時間BEST (5月8日、SODクリエイト・SOD Star) ※単体ベスト
- 絶対にナマで連射させてくれる連続中出しソープ (5月25日、本中)
- 野球部の女子マネージャーは毎日、顧問教師の性処理をさせられています。 小泉ひなた（6月7日、アタッカーズ）
- 生徒会長の座を狙うトイレに潜む乳首ハンターのひなたちゃん 小泉ひなた（7月11日、無垢）
- 受験生と先生。放課後の禁断レズビアン 志望校に受かりたいと勉強に勤しむ女生徒の姿が愛しすぎて… 小泉ひなた 森沢かな（9月7日、ビビアン）
- 1日1組限定の隠れ宿！ 常に若女将が密着つきっきりで丁寧に貴方の肉棒をもてなす最高の射精旅館 小泉ひなた（9月13日、Fitch）
- 歪んだ愛の記録 素朴な巨乳の女学生が堕ちるまでの20日間の飼育調教 小泉ひなた（10月13日、Fitch）
- 雨宿り濡れ透け制服J●をねっちょりオヤジがズブ濡れ種付けプレス 小泉ひなた（10月25日、本中）
- 彼女のお姉さんは巨乳と中出しOKで僕を誘惑 小泉ひなた（11月19日、OPPAI）
- 僕のことを好きなはずのあの娘が、僕の嫌いなアイツに跨って、ニヤニヤ僕を見ながらいちゃいちゃ生セックスを見せつけられた放課後 小泉ひなた（11月25日、本中）
- 妻を密かにネトラセて… ～寝取られ願望の夫が仕組んだ中出し不倫性交～ 小泉ひなた（12月7日、マドンナ）
- 新卒で入社して以来ずっと可愛がってきた部下に恋人が出来たので無理矢理肉体関係を迫った。 小泉ひなた（12月7日、アタッカーズ）

#### 2021年
- コンドームが破れてまさかの生ハメ！ 超加速するピストンで何度も中出し！ 小泉ひなた（1月1日、ワンズファクトリー）
- 小泉ひなた引退記念作品 決別の縄（1月7日、アタッカーズ）
- 小泉ひなた8時間 ATTACKERS THE BEST（3月7日、アタッカーズ）※単体ベスト
- 小泉ひなた23本番中出しBEST本中出演全作品コンプリート（3月25日、本中）※単体ベスト

### VR

#### 2018年
- 小泉ひなた 超高画質 VR DEBUT (12月21日、SODクリエイト)

#### 2019年
- 小泉ひなたとお医者さんごっこVR 2(1月18日、SODクリエイト)
- 密室ロッカー内VR 近所に住むお姉ちゃんたちがいる学校に忍び込んだボク。先生に見つからないように一緒に隠れた【ロッカーの中】で目前に迫る2人のおっぱいに興奮してしまい…こっそり手コキ!その後教室内で3P!【密着騎乗位】【覆いかぶさり正常位】で連続射精! (5月3日、SODクリエイト) 共演:野々原なずな
- 聴覚刺激VR オナニー女子の吐息・耳舐め・愛液音 (5月10日、SODクリエイト)
- 超高級Wおっパブspecial!SODstar大集合!! (9月16日、SODクリエイト)

#### 2020年
- 【VR】彼女の親友が、僕の家に泊まりに来た。おっとりした性格のひなたちゃんは、無防備な格好で僕を無自覚に誘惑してくるので… 我慢できずに押し倒したら…久しぶりのセックスでイキまくったVR（4月29日、アタッカーズ）
- 【VR】小泉ひなたと生オフパコ こーひーちゃんにGカップおっぱいをSNSで褒めまくっていたら、まさかDMでお誘いが！アナタに会いにお宅訪問で中出し！（11月13日、本中）

### イメージビデオ

#### 2019年
- Hinata 陽だまりカフェテラス (5月9日、REbecca) ※Blu-ray 同時発売
- 清純清楚/小泉ひなた (9月20日、メディアブランド) ※Blu-ray 同時発売
- ヘアーヌード～無●正・純朴美少女・Fカップ天然巨乳～ (11月26日、スパークビジョン) ※Blu-ray 同時発売
- Hinata2 Okinawa sunny place（2020年7月2日、REbecca）[15]

## 書籍

### 写真集
- HINATA1st.（2019年9月25日、彩文館出版、撮影：ALEX WON）ISBN 978-4775606155
- 優しく溢れて（2020年7月10日、彩文館出版、撮影：斉木弘吉）ISBN 978-4775606261

## 出演

### ラジオ
- とにかく明るい安村のとにかく丸裸（2018年9月29日、2019年1月12日、1月19日[16]、4月20日、文化放送）

### ウェブテレビ
- DTテレビ（2018年12月7日、2019年4月26日、AbemaTV）

### 映画
- あ・く・あ～ふたりだけの部屋～（2021年5月29日、Power Arts Production）- 吉原聡子 役[17]

### イベント
- ハロウィンの夜お掃除イベント（2018年10月31日、渋谷）反応する「ビン・カンゴミ箱」（声の出演）[18]
- ドエコ×DTテレビ・ホワイトデーイルミネーションイベント（2019年3月14日、渋谷）[19]
- SOD女子社員酒場台湾限定出店イベント（2019年11月15 - 16日、台湾・台北市）[20][21]

### ゲーム
- 龍が如く7 光と闇の行方（2020年1月16日、PlayStation 4用ソフト、セガゲームス）乙姫ランド・ソープ嬢、小泉ひなた 役 ※写真のみの出演